# Karl Küchler
Georg Karl Küchler (* 15. Oktober 1773 in Darmstadt; †  13. April 1854 ebenda), auch Georg Carl Küchler, war ein deutscher Politiker, hessen-darmstädtischer Beamter und Landtagsabgeordneter.

## Familie
Karl Küchler war der Sohn des Friseurs und Kammerdieners Johann Peter Küchler (1729–1790) und dessen Frau Anna Elisabethe geborene Jankowski (aus Prag). Er heiratete in erster Ehe Sybille Philippine geborene Lehmann (1779–1819). Nach dem Tod der ersten Frau heiratete er am 26. Juni 1820 in Offenbach am Main seine zweite Frau Johanna geborene Friedrich. Der Sohn aus erster Ehe Friedrich (1799–1866) wurde Staatsrat und Landtagsabgeordneter. Aus der zweiten Ehe stammt der Provinzialdirektor der Provinz Rheinhessen und Ehrenbürger von Mainz, Friedrich Küchler und Ernst Ludwig, der Großherzoglicher Steuerrat wurde.

## Leben
Karl Küchler wurde 1819 Regierungsassessor für Gemeinde-Kultur-Angelegenheiten in Darmstadt. 1815 wurde er Landesökonomierat, 1817 Landkammerrat und 1819 Regierungsrat. 1824 war er Mitglied der Kommission für Torfstecherein und Entwässerungsarbeiten. Nach ihm wurde der Küchlergraben bei Griesheim benannt. 1832 wurde er vorläufig pensioniert.
1848 wurde er Mitglied der Regierungskommission des Regierungsbezirks Darmstadt. 1852 erhielt er die Ernennung zum Geheimen Rat. Er war mit der Verwaltung der Angelegenheiten des Hospitals Hofheim beim Kreisamt Darmstadt betraut.
1826 bis 1830 war er Mitglied der zweiten Kammer der Landstände des Großherzogtums Hessen. Er wurde im Wahlbezirk Starkenburg 4/Seligenstadt-Babenhausen gewählt und vertrat in der Kammer konservative Positionen.